# Courson-les-Carrières (tổng)
Tổng Courson-les-Carrières là một tổng của Tỉnh của Yonne của Pháp.

## Phân chia hành chính
Tổng Courson-les-Carrières bao gồm các xã:
- Courson-les-Carrières;
- Druyes-les-Belles-Fontaines;
- Fontenailles;
- Fouronnes;
- Lain;
- Merry-Sec;
- Molesmes;
- Mouffy;
- Ouanne;
- Sementron;
- Taingy.